# 恒瑞医药

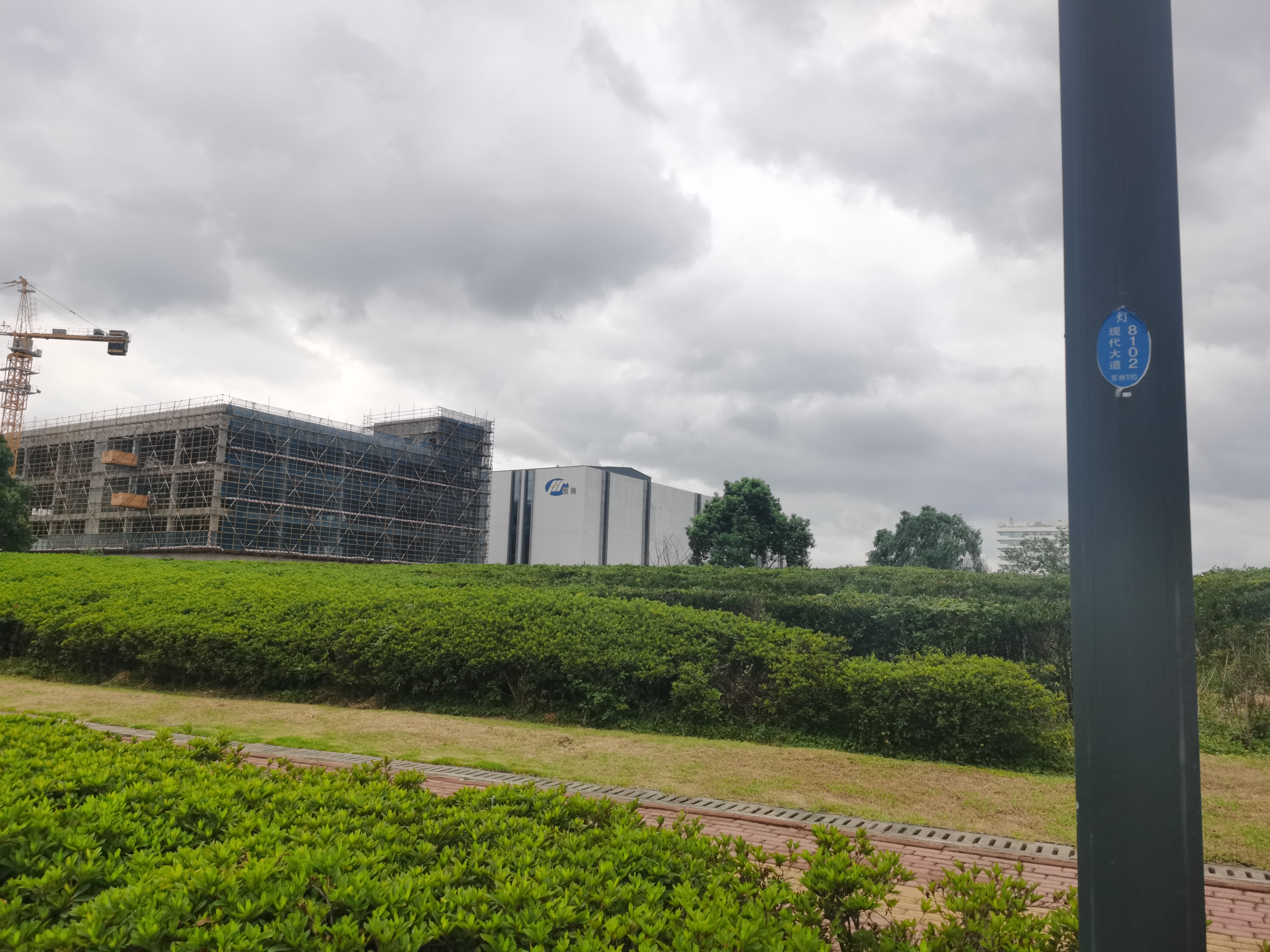
位于苏州工业园区的苏州盛迪亚生物制药有限公司为恒瑞医药的全资子公司

江苏恒瑞医药股份有限公司（上交所：600276；港交所：1276），简称恒瑞医药，是集科研、生产和销售为一体的医药上市企业。

## 概述
恒瑞医药的前身连云港制药厂成立于1970年。1997年2月，江苏恒瑞医药股份有限公司由连云港恒瑞集团有限公司（原连云港市医药工业公司）、中国医药工业公司等五家发起人共同发起设立。2000年在上海证券交易所上市。
恒瑞医药是中国最大的抗肿瘤药和手术用药的研究和生产基地，也是中国最具创新能力的大型制药企业之一，抗肿瘤药销售在中国排名第一，市场份额达12%以上。2010年在医药上市企业最具竞争力二十强评选中名列第一；同年，以第一名身份入选中国医药工业信息中心发布的“国内最佳研发产品线”。2010年公司实现销售收入37.5亿元，利税15亿元，各项经济指标均比2009年同期有大幅增长。2011年，公司组建的国家靶向药物工程技术研究中心。2011年公司实现销售收入45.5亿元，利税18亿元。恒瑞医药在抗肿瘤药、手术用药、内分泌治疗药、心血管药及抗感染药等领域领先。
在美国《制药经理人》(Pharm Exec)杂志公布的2019年度基于处方药销售的《全球制药企业50强》排行榜上，两家中国制药企业首次进入了全球药企50强榜单，其中包括江苏恒瑞医药，排名47。
2025年5月23日，恒瑞医药在香港交易所上市。

## 产品及科研
- 抗肿瘤药[3]
  - 化疗药物
    - 培门冬酶、多西他赛、依托泊苷、环磷酰胺、异环磷酰胺、卡培他滨、奥沙利铂、法米替尼

  - 靶向治疗
    - 阿帕替尼[4]

  - 免疫治疗（PD-1）
    - SHR1210[5]
- 心血管药
  - 厄贝沙坦
  - 马来酸依那普利
  - 盐酸维拉帕米缓释片
  - 盐酸罂粟碱注射液
  - 呋格列泛[6]
  - 恒格列净
- 内分泌药
  - 唑来膦酸
  - 盐酸雷洛昔芬
  - 瑞格列汀
- 抗生素
  - 盐酸头孢吡肟
  - 加替沙星
  - 罗红霉素
- 大输液
- 其他
  -     - 聚乙二醇化重组人粒细胞刺激因子注射液（HHPG-19K，19K）[7][8]

## 争议事件
2023年8月，有市场传言称，恒瑞医药深圳办公室被查。随后恒瑞医药回应表示，恒瑞医药及下属分子公司、及所有派驻机构没有该情形。此次传言正值国家医药领域腐败问题集中整治工作开始之后。